# I falchi della notte
(Frase promozionale del film)
I falchi della notte (Nighthawks) è un film del 1981 diretto da Bruce Malmuth e interpretato da Sylvester Stallone, Rutger Hauer e Billy Dee Williams.

## Trama
In una cupa New York, completamente invasa dal crimine, i poliziotti Deke DaSilva e Matthew Fox passano gran parte dei loro turni, specialmente quelli notturni, facendo la guerra contro spacciatori e scippatori di strada nei quartieri malfamati. La strategia più comune prevede che DaSilva si travesta da donna e si apposti in modo da attirare le attenzioni dei bersagli, per poi arrestarli assieme al suo compagno. DaSilva, un duro anni '70 con uno stile di vita un po' kitsch e un forte senso della giustizia, si ritrova spesso per via del suo carattere impulsivo in divergenze d'opinione con i suoi superiori, fra cui il tenente del suo distretto, ma nonostante tutto ha anche una grande dote investigativa che lo rende uno dei migliori nel suo campo. In mezzo ai suoi impegni, riesce anche a trovare un po' di tempo per andare a trovare al lavoro la sua ex moglie Irene, con la quale sta cercando di ripristinare un rapporto che da tempo si è pentito di aver rovinato.
Intanto l'ufficiale della polizia britannica Peter Hartman, esperto di terrorismo internazionale, si trasferisce negli Stati Uniti per collaborare con la polizia della Grande Mela e l'F.B.I. in un caso particolarmente delicato: il terrorista mercenario di fama mondiale Reinhardt Wulfgar ha compiuto un sanguinoso attentato a Londra, facendo esplodere una bomba-zaino in una profumeria e provocando la morte di centinaia di persone, per poi chiamare da una cabina telefonica rivendicando la potenza del suo operato.
Una sera, ad una festa in un appartamento, Wulfgar viene raggiunto da uno dei suoi collaboratori, recentemente interrogato dalla polizia, che lo informa che il suo gesto non è piaciuto ai membri dell'organizzazione che lo avevano assoldato e non ha giovato agli ideali di questi ultimi, in quanto l'eccessiva violenza dell'attentato ha coinvolto anche dei bambini fra le vittime. Wulfgar si giustifica dicendo che è necessario ogni mezzo per portare avanti il lavoro, poi sospettoso chiede chiarimenti al suo amico, che lo rassicura sul fatto che non ha rivelato niente su di loro. Ma in quel momento si sentono delle sirene e dalle scale del condominio arrivano alcuni sicari, incaricati di consegnarlo alla polizia perché non è più necessario alla causa. Wulfgar li elimina senza problemi con una pistola, aiutato anche dal volume a palla della musica, e uccide anche il suo compare, convinto che lo avesse tradito, poi fugge.
DaSilva e Fox vengono trasferiti così nella élite antiterrorismo assieme ad altri colleghi e Hartman, illustrata la situazione, spiega come sia convinto che anche semplici agenti di quartiere come loro due possano rivelarsi utili nello stanare il terrorista, e costituisce un corpo speciale di agenti con cui inizia un percorso formativo al fine di farli entrare nella mente del killer e dimenticare le classiche procedure "da accademia di polizia". DaSilva mostra subito insofferenza per i metodi proposti, sostenendo che rimanere seduti a sentire tutti quei discorsi non servirà a prendere Wulfgar, considerando la cosa una perdita di tempo. Inoltre non se la sente di adottare dei metodi così invasivi per catturarlo e mettere così a rischio la vita di civili innocenti. Facendo leva sul suo orgoglio, Hartman riuscirà però a fargli capire l'importanza della missione e la pericolosità di quello che devono affrontare, anche se inizialmente DaSilva rifiuta comunque l'incarico. Successivamente il poliziotto si ripresenterà davanti al funzionario per scusarsi e chiarire tutto.
Inizia così una vera e propria caccia all'uomo, anche grazie ad un imprevisto: l'uomo ucciso da Wulfgar in realtà non lo aveva tradito, ma gli stava portando il passaporto per farlo uscire dal Paese, e ora che i federali hanno trovato la sua foto lo cercheranno senza sosta. Braccato da tutti, Wulfgar e la sua alleata Shakka Holland, una ragazza algerina fredda e spietata, si recano in una clinica di chirurgia plastica e minacciano il dottore affinché faccia a Wulfgar una plastica al viso per renderlo irriconoscibile alle autorità.
DaSilva viene informato del programma del terrorista e stila una serie di bozze con dei possibili identikit a partire dalla foto originale, quando viene incaricato dal tenente Munafo di ispezionare tutti i principali locali notturni della città, dato che il bersaglio ama le belle donne, i vestiti di classe e le discoteche. DaSilva perlustra la notte stessa tutti luoghi più frequentati con Fox, e dopo varie ricerche riesce a identificare nella folla proprio Wulfgar mentre balla con una ragazza. Entrambi si avvicinano e, sentendosi osservato, Wulfgar si allontana, ma appena DaSilva lo chiama per nome, questi si gira e inizia a sparare all'impazzata contro i due. Parte un inseguimento fino sul retro del locale per poi finire nella metropolitana, dove i tre, dopo aver ingaggiato uno scontro a fuoco, si rincorrono nel treno. Scappando verso l'uscita, Wulfgar s'imbatte in Matthew che cerca di fermarlo, ma viene accoltellato e ferito al volto. Deke interviene in soccorso dell'amico, sbraitando e gridando contro Wulfgar che riesce a fuggire.
In ospedale, Fox rimprovera DaSilva per non avere sparato. DaSilva promette di uccidere Wulfgar.
Durante un'operazione presso il Metropolitan Museum of Art, Shakka, infiltratasi sotto mentite spoglie, prende di sorpresa Hartman su una scala mobile e lo uccide. Successivamente, in seguito al dirottamento di una cabina della funivia che va a Roosevelt Island, Wulfgar uccide la moglie dell'ambasciatore francese mentre DaSilva osserva il tutto da un elicottero. Wulfgar richiede che a bordo della cabina salga DaSilva per portare al sicuro un bambino. DaSilva chiede a Wulfgar perché ha ucciso la donna e Wulfgar dice che l'ha uccisa perché voleva farlo.
La polizia è costretta ad accettare la richiesta di Wulfgar di portare su un autobus lui, Shakka e gli ostaggi per essere poi scortati a un aeroporto, pretendendo che sia DaSilva a guidare l'autobus. Wulfgar e Shakka si nascondono tra gli ostaggi. A bordo del bus DaSilva aziona la registrazione di una conferenza in cui Hartman parla di Shakka che, infuriata, si stacca dagli ostaggi e Fox le spara con un fucile da cecchino, uccidendola. Wulfgar sfugge guidando il bus che finisce nell'East River; la polizia però non trova il corpo.
Nel nascondiglio di Wulfgar vengono trovate delle informazioni dettagliate sui singoli membri del team antiterrorismo e su Irene.
Wulfgar irrompe in casa di Irene, e la trova in cucina. Mentre sta per ucciderla, Irene si rivela essere DaSilva. DaSilva punta la pistola su Wulfgar, Wulfgar si scaglia contro di lui e DaSilva spara due volte al terrorista, mandando il suo corpo a schiantarsi fuori dall'appartamento. DaSilva esce dalla casa e si siede accanto a Wulfgar, che giace morto sui gradini davanti alla casa di Irene.

## Produzione
La sceneggiatura del film inizialmente venne scritta per essere Il braccio violento della legge III, sempre con Gene Hackman protagonista; successivamente però col cambio del regista Hackman abbandonò il progetto che diventò così un film a sé stante con Stallone protagonista.
Stallone prese una multa per aver eseguito degli stunt in prima persona, cosa non prevista dalle regole sindacali di allora.

## Colonna sonora
La colonna sonora di questo film è del tastierista britannico Keith Emerson.